# جیمز اوربانیاک
جیمز اوربانیاک (انگلیسی: James Urbaniak؛ زادهٔ ۱۷ سپتامبر ۱۹۶۳) بازیگر و صداپیشه لهستانی‌تبار اهل ایالات متحده آمریکا است. وی از سال ۱۹۹۴ میلادی تاکنون مشغول فعالیت بوده‌است.
از فیلم‌هایی که وی در آن نقش داشته است، می‌توان به هنری فول، سودمند و رذل و دوست‌داشتنی اشاره کرد.